# Macromia urania
Macromia urania е вид насекомо от семейство Macromiidae.

## Разпространение
Видът е разпространен във Виетнам, Китай (Гуандун, Фудзиен и Хайнан), Провинции в КНР, Тайван, Хонконг и Япония.